# 格拉斯克里克 (印地安納州)
格拉斯克里克（英語：Grass Creek）是位於美國印地安納州富爾頓縣的一個非建制地區。該地的面積和人口皆未知。